# 1908년 하계 올림픽 헝가리 선수단
1908년 하계 올림픽 헝가리 선수단은 영국 런던에서 개최된 1908년 하계 올림픽에 참가한 올림픽 헝가리 선수단이다. 8개 종목과 37개 세부 종목에서 선수 65명이 참가하였다.

## 선수 집계
| 종목   | 남자 | 여자 | 합계 |
| ------ | ---- | ---- | ---- |
| 레슬링 | 7    |      | 7    |
| 사격   | 2    |      | 2    |
| 합계   | 65   | 0    | 65   |

## 메달 집계

### 종목별 메달 집계
| 종목   |   |   |   | 합계 |
| 레슬링 | 1 | 0 | 0 | 1    |
| 합계   | 3 | 4 | 2 | 9    |

### 메달리스트
| 메달 | 선수            | 종목   | 세부 종목                    | 날짜     |
| ---- | --------------- | ------ | ---------------------------- | -------- |
|      | 베이즈 리차르드 | 레슬링 | 남자 그레코로만형 슈퍼헤비급 | 7월 24일 |

## 레슬링
| 선수            | 세부 종목                 | 32강전 (상대 /결과) | 16강전 (상대 /결과) | 8강전 (상대 /결과) | 준결승 (상대 /결과) | 3-4위전 (상대 /결과) | 결승 (상대 /결과) | 순위                |           |           |           |                    |           |    |
| 라드바니 외된   | 그레코로만형 라이트급     | 윌리엄 러프         | 승                  | 아서 호킨스        | 승                  | 니콜라이 오를로프    | 패                | 진출 실패           | 진출 실패 | 진출 실패 | 진출 실패 | 진출 실패          | 진출 실패 | 5  |
| 룬트체르 죄르지 | 그레코로만형 라이트헤비급 | 다우버 베브란드스   | 패                  | 진출 실패          | 진출 실패           | 진출 실패            | 진출 실패         | 진출 실패           | 진출 실패 | 진출 실패 | 진출 실패 | 진출 실패          | 진출 실패 | 17 |
| 마뢰티 요제프   | 그레코로만형 라이트급     | 아서 로즈           | 승                  | 윌리엄 우드        | 승                  | 구나르 페르손        | 패                | 진출 실패           | 진출 실패 | 진출 실패 | 진출 실패 | 진출 실패          | 진출 실패 | 5  |
| 베이즈 리차르드 | 그레코로만형 슈퍼헤비급   |                     |                     |                    |                     | 카를 옌센            | 승                | 쇠렌 마리누스 옌센  | 승        |           |           | 파이르 후고        | 승        | 1  |
| 오로스 미클로스 | 그레코로만형 미들급       | 부전승              | 부전승              | 요하네스 요세프손  | 패                  | 진출 실패            | 진출 실패         | 진출 실패           | 진출 실패 | 진출 실패 | 진출 실패 | 진출 실패          | 진출 실패 | 9  |
| 외세프 테게르   | 그레코로만형 라이트급     | 야코프 판 모퍼스    | 승                  | 엔리코 포로        | 패                  | 진출 실패            | 진출 실패         | 진출 실패           | 진출 실패 | 진출 실패 | 진출 실패 | 진출 실패          | 진출 실패 | 9  |
| 파이르 후고     | 그레코로만형 라이트헤비급 | 부전승              | 부전승              | 예브게니 자모틴    | 승                  | 야코프 판 베스트로프 | 승                | 베르네르 베크만     | 패        | 카를 옌센 | 패        | 진출 실패          | 진출 실패 | 4  |
| 파이르 후고     | 그레코로만형 슈퍼헤비급   |                     |                     |                    |                     | 에드워드 배릿        | 승                | 알렉산드르 페트로프 | 패        |           |           | 쇠렌 마리누스 옌센 | 패        | 4  |

## 사격
| 선수            | 세부 종목            | 점수 | 순위 |
| 프로코프 산도르 | 300m 자유 소총 3자세 | 627  | 43   |
| 모리츠 이스트반 | 300m 자유 소총 3자세 | 490  | 49   |

## 참고 자료
- (영어) “Hungary at the 1908 London Summer Games”. sports-reference.com. 2012년 8월 14일에 원본 문서에서 보존된 문서. 2011년 6월 14일에 확인함.